# Аликин, Владимир Александрович
Влади́мир Алекса́ндрович Али́кин (род. 20 декабря 1957, Новоильинский) — советский биатлонист и российский тренер по биатлону. Олимпийский чемпион. Заслуженный мастер спорта СССР (1980). Заслуженный тренер России. Подполковник РА.

## Биография
С 1969 по 1975 занимался лыжными гонками в Новоильинском филиале Нытвенской спортшколы, в 1977 перешёл в биатлон. Первый тренер Аликина Владимир Михайлович Мирошин, начал работать с ним в школьные годы; это сотрудничество продолжалось до 1984.
В 1977, едва перейдя в биатлон, Аликин выиграл соревнования «Ижевская винтовка». Его приметил тренер сборной Александр Привалов и начал готовить к большим стартам.
Основные успехи в карьере связаны с Олимпиадой в Лэйк-Плэсиде, где Аликин взял серебро в спринте на 10 км (причём бежал с температурой 37,5) и стал чемпионом в эстафете 4х7,5 км (бежал на 1-м этапе, выиграл 11 секунд).
4-кратный бронзовый призёр чемпионатов мира: в эстафете 4х7,5 км (1979, 1981, 1982) и в спринте на 10 км (1982). 8-кратный чемпион СССР.
В 1981 году окончил Пермский государственный педагогический институт.
С 1990 года начал тренерскую деятельность в лыжной сборной ЦСКА (в числе воспитанников — Владимир Драчев, Павел Ростовцев, Сергей Рожков, Вадим Сашурин). С 1997 — тренер сборной Ханты-Мансийского автономного округа по биатлону (работал с Николаем Кругловым).
С лета 2006 года по 2010 год — старший тренер мужской сборной команды России.

## Награды
- Орден Дружбы народов (9.04.1980)[1]
- Медаль ордена «За заслуги перед Отечеством» II степени (21 октября 2010 года) — за успешную подготовку спортсменов, добившихся высоких спортивных достижений на XXI Олимпийских зимних играх 2010 года в городе Ванкувере (Канада)[2]

## Семья
Женат, сын Денис и дочь Галина. Племянница Александра Аликина также биатлонистка.